# امامزاده عسکر
بقعه امام‌زاده عسکر واقع در جنوب شرقی منطقه روتلخی در روستایی به همین نام و در فاصله کمی از روستای برزیان از طایفه «گیوه‌چرمی»، واقع است. نسب این امام‌زاده به علی بن الحسین زین‌العابدین می‌رسد.

## بنیاد سازه
بنای امام‌زاده قدیمی، از گچ و سنگ آخته شده و ابعاد آن ۴×۵ متر است. دارای گنبد خانه‌ای ۴×۴ متر که در بالای آن گنبدی مخروطی به ارتفاع ۴۴ متر از ابتدای سقف تا نوک استوار گردیده و در زیر آن مرقد امام‌زاده به ابعاد ۱۵۰×۱۰۰×۸۵ سانتی‌متر قرار گرفته‌است. این گنبد خانه در جهت غرب بنا و درب آن رو به غرب باز می‌شود. متصل به گنبد، یک واحد اتاق ۴×۳ متر قرار دارد که با گچ و سنگ که سقف آن با تیر آهن پوشش داده شده که جهت زائر سرا مورد استفاده قرار می‌گیرد، و درب ورودی آن به طرف غرب باز می‌شود، و این درب به شکل قدیمی با چوب ساخته شده‌است. بنای اولیه ساختمان چندان قدیمی نیست، حدوداً به اواخر دورهٔ قاجار بر می‌گردد.
تلاشهایی از سوی قوم روتخلی انجام شده تا این منطقه را صاحب شوند اما طبق شواهد قدرتمند این منطقه را به نام گیوه‌چرمی می‌دانند.

## تاریخچه
یکی از آگاهان این روستا نقل می‌کند در زمان گذشته امام‌زاده چندین بار به خواب یکی از مؤمنین روستا آمده، و چنین بیان داشته که: در فلان نقطه مرقد ما قرار گرفته‌است، نهایتاً مردم روستا در آنجا تجمع و حفاری کردند، درست آنچه بیان شده، صحت داشته و از همان روز قبه و بارگاهی بر قبر ساخته شد.
در فاصله ۵۰ متری بقعه چشمه آب شیرینی جاری است و آب آن قابل شرب و گوارا است.
این بنا از ابتدای احداث (۱۳۳۵ ه. ق) تا کنون چندین بار مرمت و تعمیر گردید، اما در سال (۱۳۶۲ ه. ش) با همیاری مردم روستا باز سازی و باز پیرایی اساسی شد. در رابطه با شجره نامه امام‌زاده به استناد اقوال سالخوردگان و آگاهان محلی و اعتقادات منطقهٔ از اولاد واحفاد سجاد می‌باشد؛ و اخیراً یعنی از سال ۱۳۸۵ مجدداً بنای مذکور تخریب و با مصالح روز و به سبک جدید در حال بازسازی می‌باشد.

## شجره نامه
امام‌زاده عسکر فرزند امامزاده یوسف فرزند امامزاده یعقوب فرزند امامزاده محسن فرزند امام زین العابدین دانسته می‌شود.